# Thomas H. Ince
Thomas Harper Ince (Newport, 6 novembre 1882 – Beverly Hills, 19 novembre 1924) è stato un regista cinematografico, produttore cinematografico e sceneggiatore statunitense.
Fu uno dei pionieri del cinema statunitense: la sua carriera iniziò come attore, è stato un attore, regista, sceneggiatore e produttore cinematografico statunitense. È considerato una delle figure più rilevanti del cinema western muto, a lui si devono almeno un centinaio di film, tra cui moltissimi western: era conosciuto, infatti, come il "padre del western". Inventò anche dei sistemi innovativi di ripresa cinematografica. Insieme a David W. Griffith e a Mack Sennett, fu il fondatore della Triangle, la casa cinematografica per cui vennero costruiti gli studios di Culver City, che poi diventarono i leggendari studios della MGM. Thomas H. Ince morì, secondo la versione ufficiale, per un attacco cardiaco, a bordo dello yacht di William Randolph Hearst. Ma, a Hollywood si parlò a lungo di un omicidio o, almeno, di un incidente in cui era rimasto coinvolto Ince che sarebbe stato colpito, per sbaglio, da un proiettile destinato a Charlie Chaplin per una supposta relazione con Marion Davies, amante di Hearst.

## Biografia
Thomas H. Ince nacque a Newport, nel Rhode Island, da una famiglia di attori. Suo padre John, infatti, prima di diventare agente teatrale, faceva l'attore come pure sua madre, Emma. Thomas era il secondo di tre figli; anche i suoi fratelli, John e Ralph, erano attori. La prima apparizione di Ince a teatro avvenne all'età di sei anni: a quindici, nel 1898, debuttò a Broadway. Il vaudeville gli offriva lavoro, ma si trattava di un lavoro che doveva essere integrato da altri. Nel 1905, si impiegò presso la Edison Manufacturing Company e formò, anche se con successo relativo, una propria compagnia di vaudeville. Conobbe la sua futura moglie, Elinor "Nell" Kershaw - attrice della compagnia cinematografica Biograph Company - recitando insieme a lei in uno spettacolo di Broadway nel 1906. L'anno dopo, i due si sposarono. Visto gli scarsi successi a teatro e approfittando delle conoscenze della moglie, Ince trovò lavoro anche lui alla Biograph di New York. Lavorando esclusivamente per il cinema, ebbe uno stipendio di cinque dollari al giorno.

### La carriera cinematografica
Nel 1910, un incontro fortuito a New York con un vecchio impiegato della sua vecchia compagnia procurò a Ince un lavoro all'Indipendent Moving Pictures Co. (IMP). Lo stesso anno, gli venne data l'opportunità di dirigere un corto al posto di un regista indiposto e impressionò favorevolmente Carl Laemmle, il proprietario della IMP, chiedendogli di poter lavorare a tempo pieno per la compagnia. Laemmle, colpito dalla forza di volontà di quel giovanotto, lo inviò a Cuba. Il viaggio a Cuba servì per girare film al di fuori del monopolio della Motion Pictures Patent Company (MPPC), che cercava con tutti i mezzi di sabotare le case di produzione indipendenti.
Pur se Ince affrontò numerosi generi, il tipo di cinema che lo attraeva era quello d'azione, che andava dal western alla guerra di secessione. Avrebbe voluto usare gli effetti spettacolari adoperati da David W. Griffith e pensava che i set adatti per quel tipo di lavorazione e di cinema potessero trovarsi solo nella zona di Hollywood. Nel settembre 1911, vestito come immaginava dovesse essere vestito un regista di successo, ovvero con un abito e un anello di diamante al dito (ambedue presi in prestito), si presentò negli uffici della New York Motion Picture Co. (NYMP) davanti a Charles O. Baumann che aveva deciso di aprire uno studio nella West Coast per girarvi dei western. La sua esibizione di manager deciso convinse Baumann che gli offrì un centinaio di dollari la settimana per andare in California. Ince nascose l'eccitazione e, fingendosi molto freddo e controllato, riuscì a far alzare l'offerta, arrivando a ottenere un contratto di tre mesi a 150 dollari la settimana. Come raccontava lo stesso Ince, preparò subito armi e bagagli, la moglie, la cinepresa, il suo operatore insieme a Ethel Grandin, la sua prima donna e, volte le spalle alla costa orientale, partì per il lontano West.
Nel novembre 1911, il gruppo giunse nei piccoli studi della NYMP a Edendale (più tardi conosciuta come Echo Park). Fu in quel periodo che Ince fece i suoi primi passi nel rivoluzionare il processo di realizzazione di un film. Quasi istintivamente, si affidò a un sistema che contemplava la pianificazione su carta dell'organizzazione di un film prima delle riprese (cosa che Griffith non aveva mai fatto). Inventò l'uso di una sceneggiatura dettagliata che conteneva tutte le informazioni necessari alla costruzione della scena, con l'elenco degli interni, degli esterni, il piano di controllo dei costi e così via. Il sistema, inoltre, elencava meticolosamente il piano delle riprese, di modo da permettere che alcune scene potessero essere girate in contemporanea dagli aiuto registi.

### Inceville
A Edendale, però, Ince si trovava stretto. Si mise alla ricerca, quindi, di un luogo di più ampi spazî che gli avrebbe permesso una maggiore libertà. Lo trovò su alcuni terreni conosciuti come Bison Ranch, a Santa Monica, terreni situati tra il Sunset Blvd e la Pacific Coast Highway.

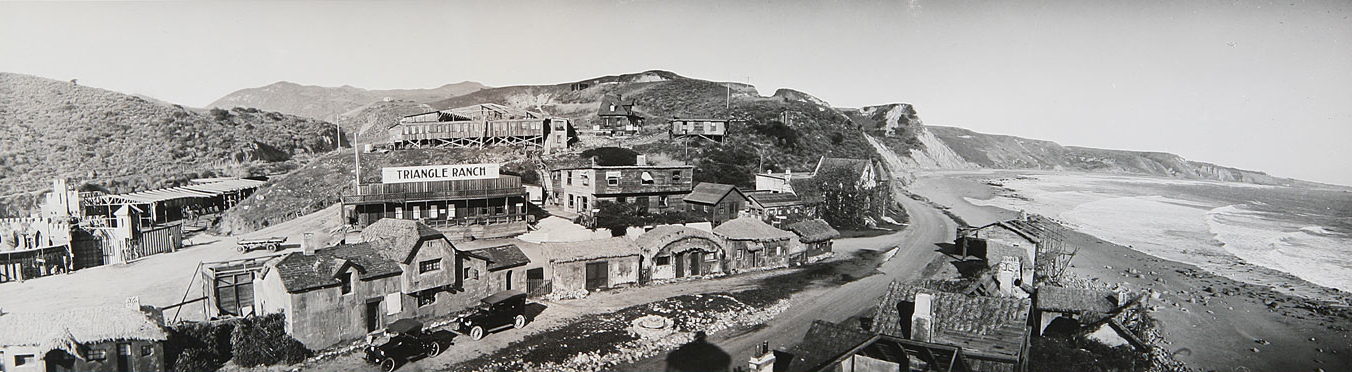
Inceville, Triangle Ranch

Nel 1912, Ince aveva guadagnato abbastanza denaro da poter comperare il ranch. Gli venne concesso inoltre di affittare altri 18.000 acri (72 km²) che si estendevano per oltre dodici chilometri verso il Santa Ynez Canyon tra Santa Monica e Malibu. Fu lì che Ince fece costruire il suo studio che prese il nome di Inceville. Lo studio fu il primo nel suo genere: ospitava tutte le varie fasi della produzione, dagli uffici ai set, ai laboratori, agli spogliatoi, alle attrezzerie, ai magazzini, alle mense che dovevano essere abbastanza grandi da poter servire a mezzogiorno il pranzo a centinaia di lavoratori.
Durante la costruzione dello studio, Ince assunse l'intero staff di uno spettacolo di cowboy, il 101 Ranch Wild West Show, che comprendeva anche cavalli, mucche e un'intera tribù di Sioux che si accampò nei terreni della proprietà con i suoi tepee. Quando i lavori furono terminati, le vie e le strade di Inceville offrivano set diversificati per ogni genere di ambientazione, andando dalle catapecchie ai palazzi, con stili e architettura di diversi paesi. Fuori dal complesso, nelle campagne, vennero costruiti dei set per le riprese esterne di western, set che poi furono utilizzati per anni.
Katherine La Hue scrisse nel suo libro Pacific Palisades: Where the Mountains Meet the Sea che Ince vi investì trentacinquemila dollari. Vi spuntarono villaggi giapponesi e svizzeri, insediamenti dei Puritani, brigantini... I cow boy caracollavano tutto intorno per prendere al laccio i buoi, sulla collina c'erano gli allevamenti e il posto forniva anche i mangimi per gli animali e i prodotti dell'orto dovendo sfamare un vero e proprio esercito di attori, comparse, tecnici. La maggior parte dei cowboy e dei nativi americani, oltre a un assortimento eterogeneo di lavoranti, viveva a Inceville, mentre invece gli attori arrivavano da Los Angeles. Ince stesso viveva in una casa che si affacciava sullo studio.

### Studio system
Ince aveva assunto il comando di un sistema di produzione che organizzava le varie unità e i metodi di produzione di un film con un sistema disciplinato che venne preso ad esempio dall'industria cinematografica che si stava formando. Un prototipo per i futuri studi hollywoodiani, con un capo (Ince), produttori, registi, dirigenti, personale organizzativo e scrittori: tutti a lavorare e a produrre sotto una sola direttiva, la sua, e sotto la supervisione del direttore generale Fred J. Balshofer.
Prima di allora, erano il regista e il direttore della fotografia che avevano avuto il controllo nella produzione dei film. Ince, invece, sin dal momento in cui nasceva un nuovo progetto, affidava questa responsabilità al produttore. Era lui che avrebbe gestito tutto il percorso lavorativo di un film fino alla sua conclusione di prodotto finito.
Fu Ince a definire il termine di produttore in senso creativo e industriale. Fu anche uno dei primi ad assumere e a far lavorare separatamente sceneggiatore, regista e montatore, lavori che, in precedenza, venivano ricoperti quasi sempre dalla stessa persona. Nel 1913, venne creato il concetto di "direttore di produzione". Con l'aiuto di John Stout, contabile della NYMP, Ince riorganizzò e disciplinò il processo lavorativo. La produzione aumentò dapprima da uno a due film la settimana, quindi si passò a tre film che, da una bobina, arrivarono alla durata di due rulli. Kay-Bee, Domino e Broncho erano i marchi delle nuove produzioni che venivano scritte, girate, montate e finite in una settimana, pronte alla distribuzione che doveva cercare di soddisfare la crescente domanda dei teatri. Ince inventò questa sorta di catena di montaggio che sarebbe poi stata adottata da tutta l'industria cinematografica.
Ince, in qualità di direttore generale, esercitò sempre di più il suo controllo sul processo produttivo con questo modello, sviluppato tra il 1913 e il 1918. Nel 1913, fece oltre 150 film a due rulli, soprattutto western. Il loro successo rese il genere, nei decenni successivi, indiscutibilmente popolare.
Benché la gran parte dei film di Ince fosse apprezzata in Europa, molti critici americani non condividevano questo entusiasmo. Uno dei successi di Ince fu The Battle of Gettysburg. La novità era la lunghezza del film, di cinque rulli, che dimostrò come potesse essere realizzabile la produzione di lungometraggi. Anche The Italian, che raccontava la vita degli emigranti italiani a New York, fu un'opera importante. L'anno precedente, Ince aveva prodotto due altri film che avevano incontrato il favore del pubblico, War on the Plains e Custer's Last Fight, che aveva nel cast e tra le comparse numerosi nativi americani che avevano preso parte alle battaglie contro i bianchi.
Anche se Ince era sia regista che produttore, dal 1913 si dedicò a tempio pieno alla produzione. Tra i registi che lavorarono per lui, vi furono Francis Ford con il fratello più giovane, John, Jack Conway, William Desmond Taylor, Fred Niblo, Henry King e Frank Borzage. Tra i talenti da lui scoperti, William S. Hart che girò con Ince i suoi primi e migliori film. Tra i due scoppiarono poi dei dissapori al riguardo della ripartizione degli utili.

### Inceville, la fine
Nel 1915, il re delle proprietà immobiliari Harry Culver aveva seguito le riprese di un western di Ince girato sul Ballona Creek. Colpito dal talento del cineasta, riuscì a convincerlo a lasciare Inceville per trasferirsi in quella che sarebbe diventata Culver City.
Pochi giorni dopo che Ince aprisse il suo nuovo studio di Culver City, il 16 gennaio 1916, a Inceville scoppiò un incendio, il primo dei tanti che alla fine l'avrebbero distrutta. Qualche tempo dopo l'incendio, Ince decise di cederla a William S. Hart che la ribattezzò Hartville, utilizzandola per tre anni. Poi, anche Hart la vendette, trovando un compratore in Robertson-Cole. L'impiego come set del complesso durò fino al 1922, quando, il 4 luglio, venne definitivamente distrutta da un altro incendio che la rese simile a una città fantasma.

### Triangle

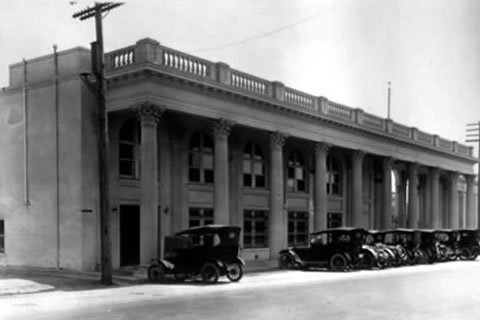
Gli studi della Triangle a Culver City nel 1916

Nel 1915, Ince era un uomo molto potente e uno dei più conosciuti registi e produttori dell'epoca. Fu in quel periodo che lasciò la NYMP per intraprendere una nuova avventura produttiva, la costituzione, insieme a Griffith e a Mack Sennett, della Triangle Motion Picture Company. Fondata dai fratelli Harry e Roy Aitken, la nuova casa di produzione affidò ai tre prestigiosi cineasti la conduzione dello studio che venne diviso in tre gruppi nettamente separati. La Fine Arts fu posta sotto la conduzione di David W. Griffith, la Keystone sotto quella di Mack Sennett mentre Ince ebbe il controllo della Kay-Bee. Finanziata dalla Standard Oil e con Ince in qualità di vicepresidente, la Triangle si prefiggeva un programma molto ambizioso che puntava sui lungometraggi e sui drammi di qualità affidati a Griffith e ad Ince, mentre Sennett doveva occuparsi della produzione di commedie e farse. La società venne legalmente formata l'11 luglio 1915.
Nel periodo in cui lavorò per la Triangle, Ince sospese praticamente la sua carriera di regista, concentrando tutte le sue energie su quella di produttore.

### La morte misteriosa
Sabato 15 novembre 1924, il magnate dell'editoria William Randolph Hearst salpò con il suo yacht, l'Oneida, da San Pedro alla volta di San Diego. A bordo, tra gli ospiti di quel fine settimana, c'erano la sua amante, l'attrice Marion Davies, una famosa giornalista e "pettegola" di Hollywood, Louella Parsons, la scrittrice Elinor Glyn, le attrici Aileen Pringle, Jacqueline Logan, Margaret Livingston, Seena Owen, Julanne Johnston e il dottor Daniel Carson Goodman, manager della casa di produzione di Hearst.
Ince - che doveva essere l'ospite d'onore, dato che quel giorno festeggiava il suo 42º compleanno - arrivò in ritardo a causa di un impegno di lavoro con l'International Film Corporation di Hearst e lo yacht salpò senza di lui. Finito di lavorare, Ince - da Los Angeles, dove si trovava - prese il treno per San Diego dove, il mattino seguente, si aggiunse agli altri ospiti dal panfilo. La domenica, venne festeggiato con una cena cui parteciparono tutti gli illustri ospiti a bordo. Il lunedì mattina, il 17 Novembre, il produttore fu condotto a terra da un'imbarcazione, accompagnato da Goodman che era laureato in medicina, ma non era un dottore praticante. Mercoledì notte, il 19 Novembre, 48 ore dopo aver lasciato l'Oneida, Ince morì nella sua residenza "Dias Dorados" al Benedict Canyon, ufficialmente per un attacco di cuore. Ida Glasgow, suo medico personale, firmò il certificato di morte indicando come causa della morte l'attacco cardiaco. La copertina del Los Angeles Times di mercoledì, titolò, invece, in tutt'altro modo: "Produttore cinematografico sparato sullo yacht di Hearst!". Una versione che, misteriosamente, sparì nell'edizione della sera. Il corpo di Ince venne cremato e Nell, la sua vedova, partì improvvisamente per l'Europa.
I giornali di Hearst raccontarono inizialmente che Ince si era ammalato mentre si trovava in visita a San Simeon, la tenuta che apparteneva a Hearst: Ince era stato subito trasportato in ambulanza a casa sua, dove, poi, era spirato tra i suoi cari.
Le chiacchiere e i pettegolezzi a Hollywood trovarono subito molto su cui lavorare. Cominciarono a circolare varie versioni della storia dell'incidente, e una delle più gettonate era quella che Hearst avesse sparato a Ince per errore, colpendolo alla testa. Hearst sospettava che Marion Davies e Chaplin fossero amanti e, per controllarli, li aveva voluti ambedue insieme a bordo. Sorpresi in un atteggiamento compromettente, Hearst li avrebbe minacciati con la sua pistola. Alle grida della Davies, sarebbe accorso Ince, restando colpito per sbaglio dalla pallottola destinata a Chaplin. Una seconda versione della storia, era che Ince - sofferente di ulcera - mentre si aggirava per la barca alla ricerca di qualche rimedio, si fosse trovato vicino a Marion Davies quando era arrivato Hearst che, scambiandolo per Chaplin, gli aveva sparato. Terza versione: alcuni passeggeri non identificati avevano lottato sul ponte per il possesso di una pistola. Nel trambusto, dall'arma era partito un colpo che aveva forato una parete, colpendo Ince che si trovava nella sua stanza. Da parte sua, il segretario di Chaplin, Toraichi Kono, versò altra benzina sul fuoco quando raccontò alla moglie di aver visto Ince portato a terra con una ferita d'arma da fuoco alla testa. La storia passò di bocca in bocca da un domestico all'altro e a ogni dipendente giapponese di Beverly Hills: se Ince era stato ucciso per gelosia o per incidente, la vicenda accreditava comunque il fatto che Hearst avesse partecipato attivamente all'insabbiamento usando il suo potere e la sua influenza per coprire l'accaduto. Un mese dopo, le voci erano dilagate tanto che il procuratore distrettuale di San Diego fu costretto a correre ai ripari. 

Pure la Davies contribuì a confondere le indagini, negando l'incidente. Non riconobbe mai che Chaplin, la Parsons o Goodman fossero a bordo dello yacht quel fine settimana. Insistette sempre che aveva saputo della morte di Ince, informata da Nell Ince che l'aveva chiamata il lunedì pomeriggio agli United Studios.
Quando l'Oneida salpò, la Parsons lavorava a New York per i giornali di Hearst occupandosi delle cronache degli spettacoli. Dopo il caso Ince, Hearst le firmò un contratto a vita, aumentandole lo stipendio. Hearst provvide anche Nell Ince con un fondo fiduciario prima che lei partisse per l'Europa. Nell rifiutò l'autopsia e ordinò l'immediata cremazione del corpo del marito. 
L'ultimo film prodotto da Ince, Enticement (1925), una storia romantica ambientata nelle Alpi francesi, fu distribuito dopo la sua morte.
Nel 1996, venne pubblicato un romanzo dal titolo Murder at San Simeon (Omicidio a San Simeon) di Patricia Hearst (nipote di William Randolph Hearst) e di Cordelia Frances Biddle. Una versione romanzata dell'omicidio che sposa la tesi della relazione tra Chaplin e Marion Davies, presentando la figura di un Hearst, anziano, geloso e possessivo.
Nel 2001, Peter Bogdanovich girò Hollywood Confidential, che riprende questa versione della storia. Il regista dichiarò che ne era venuto a conoscenza attraverso quello che gli aveva riferito Orson Welles il quale, a sua volta, l'aveva saputo da Herman J. Mankiewicz mentre stava lavorando con lui alla stesura della sceneggiatura di Quarto potere.

## Galleria d'immagini

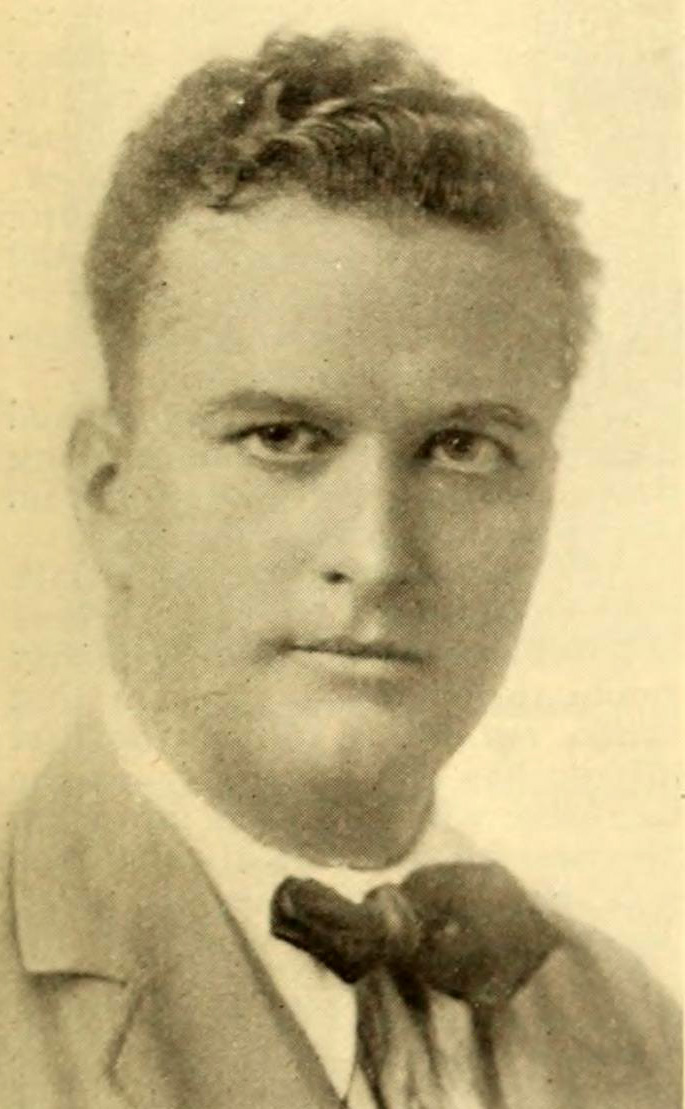
1916
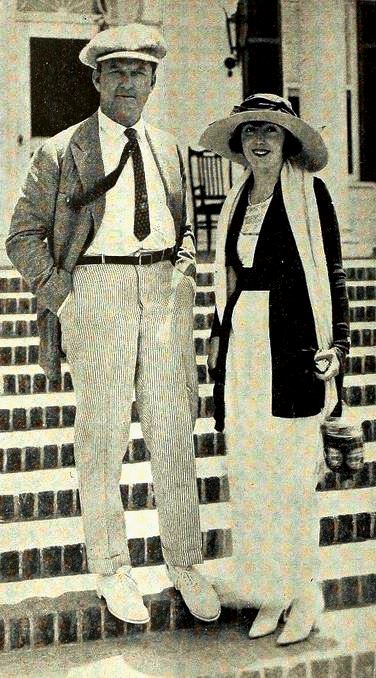
Con Mabel Normand (1919)
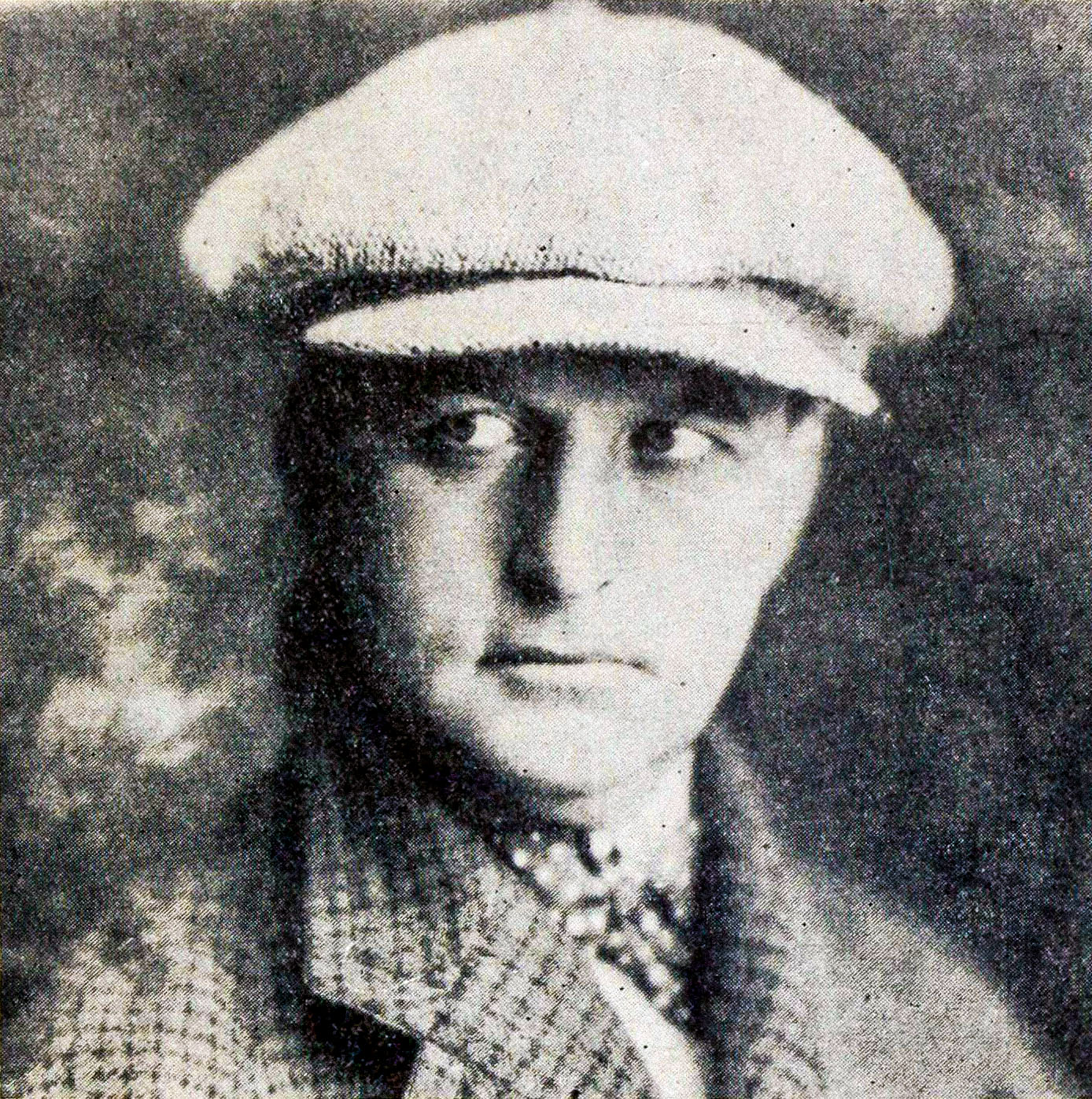
1920
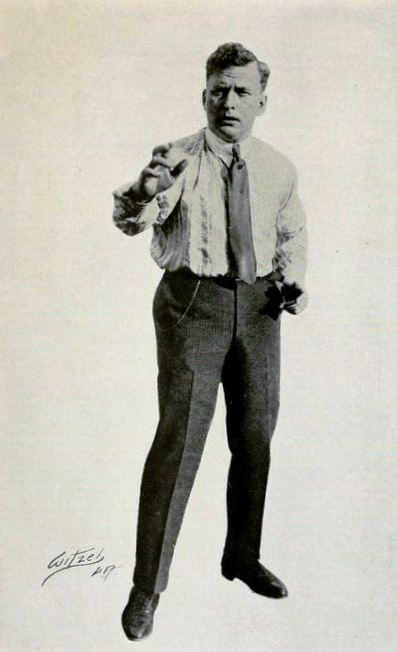
1922
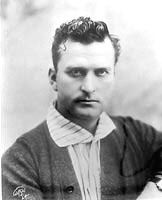
1922